# Крит (децентралізована адміністрація)
Крит (грец. Αποκεντρωμένη Διοίκηση Κρήτης — одна з семи децентралізованих адміністрацій Греції, що складається з однієї однойменної периферії Крит.
Центром адміністрації є місто Іракліон.
Децентралізована адміністрація була створена в 2011 році в рамках масштабної адміністративної реформи під назвою Програма Каллікратіса (Закон 3852/2010) .

## Характеристики
Децентралізована адміністрація Криту займає площу 8336 квадратних кілометрів і має населення 623 065 жителів за переписом 2011 року . Щільність 43,27 людини на квадратний кілометр.